# Helmut Wipfler
Helmut Hans Wipfler (* 1944 in Pforzheim) ist ein ehemaliger deutscher Motorradrennfahrer.

## Leben
In den 1960er Jahren nahm Helmut Wipfler als privater Lizenzfahrer an zahlreichen nationalen und internationalen Rennen in den Klassen 125, 350 und 500 cm³ teil. Zu seinen größten Erfolgen zählt der zweimalige Gewinn des heute noch ausgetragenen Bremer Fischereihafen-Rennens. Zeitweise war er unter den international erfolgreichsten deutschen Fahren im Grand-Prix-Bereich, insbesondere in der „Königsklasse“ bis 500 cm³. Zu den von im gefahrenen Rennmaschinen gehören u. a. eine 125-cm³-Maico, eine 350-cm³-Aermacchi sowie eine A.J.S. 7R „Boyracer“ und eine 500-cm³-Seeley-Matchless G50.
Wipfler absolvierte nach seiner Zeit als Rennfahrer die Meisterprüfung im Kfz-Gewerbe, die er als Jahrgangsbester abschloss. Zeitweise war er als Rennmechaniker bei Porsche in Weissach am legendären Porsche 917 beschäftigt. Danach führte er jahrelang einen eigenen Kfz-Betrieb in Königsbach-Stein. Er ist verheiratet und hat einen Sohn, der als Arzt tätig ist. Heute lebt er mit seiner Frau in Keltern. Wipfler engagiert sich weiterhin im Kfz-Bereich und ist seit vielen Jahren Mitglied im Gesellenprüfungsausschuss der Innung im Enzkreis, zudem ist er als Innungssachverständiger bei Schiedsfragen tätig. Nebenbei arbeitet er als Entwicklungsingenieur und Erfinder für Verbrennungsmotoren unter anderem mit der Stupfericher Jugendwerkstatt und dem Fraunhofer ICT in Pfinztal zusammen.